# Tess Ledeux

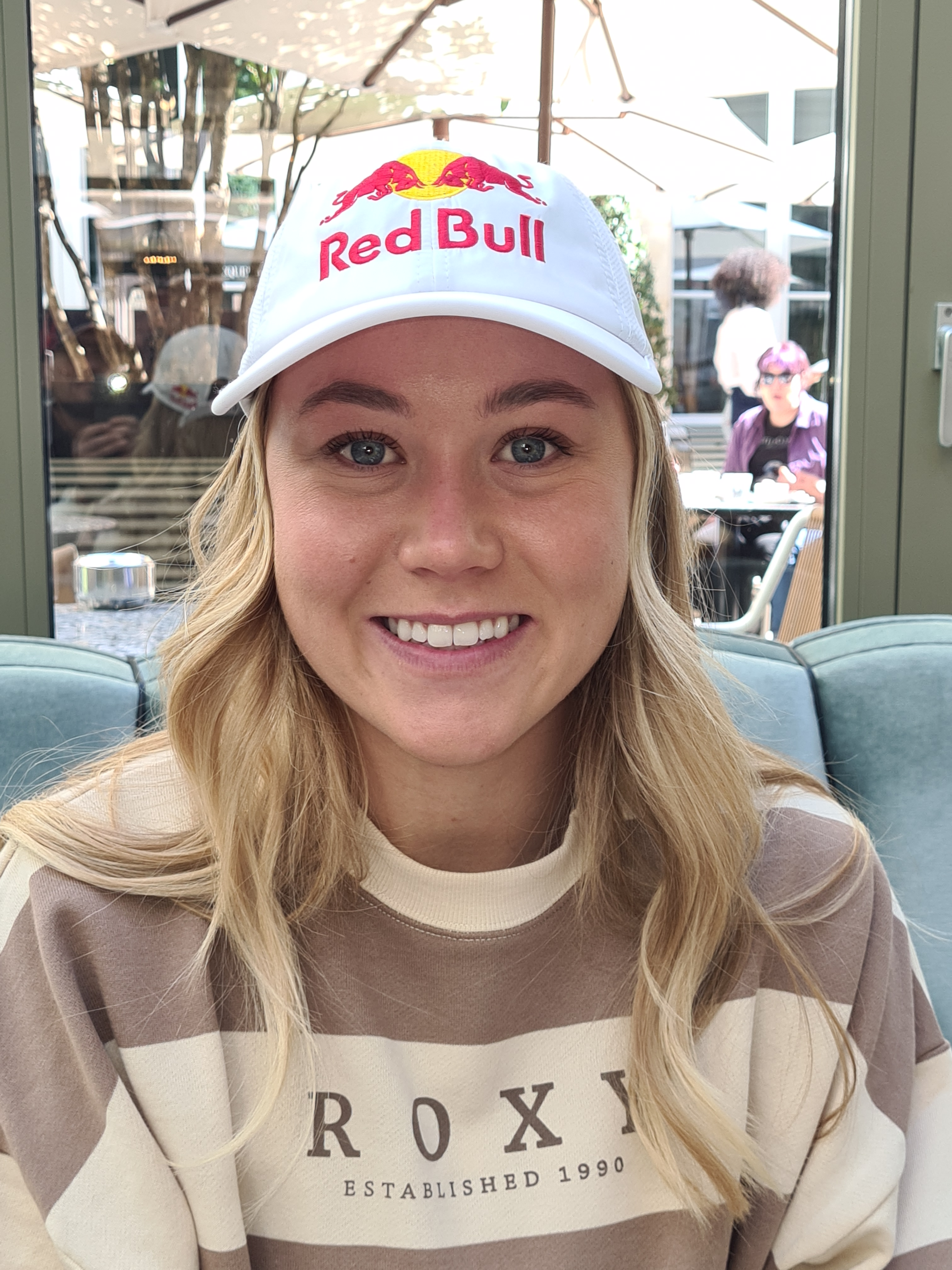
La skieuse freestyle Tess Ledeux

Tess Ledeux, née le 23 novembre 2001 à Bourg-Saint-Maurice, est une skieuse acrobatique française, licenciée au club des sports de la Plagne et spécialisée dans le slopestyle, dont elle devient  championne du monde en 2017, et du Big Air, épreuve dans laquelle elle est à 17 ans en février 2019 la première skieuse acrobatique sacrée. Elle s'impose également en big air aux X-Games à Aspen en janvier 2020. Lors de la saison 2020-2021, Tess Ledeux remporte le petit globe de cristal du slopestyle, et le gros globe du classement général « Pak & Pipe ». Elle est en janvier 2022 à Aspen lors des X Games la première femme à réaliser un double cork 1620 (double rotation verticale désaxée, couplée à 4,5 tours sur elle-même) en compétition pour gagner sa troisième médaille d'or en Big Air dans cet événement, avant d'être la première à réaliser un doublé dans le Colorado en gagnant aussi le slopestyle. Elle est vice-championne olympique du Big Air lors des Jeux d'hiver de Pékin 2022. En 2023, elle remporte à nouveau la médaille d'or du big air lors des championnats du monde.

## Carrière

### Première victoire en Coupe du monde et titre mondial en slopestyle (2017)
Tess Ledeux remporte sa première épreuve de Coupe du monde lors de la première étape de la saison 2016-2017 le 14 janvier 2017 à Font-Romeu. Elle est la première Française à participer au slopestyle des X Games et remporte la médaille d'argent en finale le 29 janvier 2017 à Aspen. Elle termine ensuite sixième du big air et quatrième du slopestyle lors de l'étape de Québec.
Après une 16e place à Silvaplana, elle décroche le 19 mars 2017 la médaille d'or aux championnats du monde de Slopestyle à Sierra Nevada en Espagne.

### Déception olympique (2018)
Lors de la coupe du monde 2017-2018, elle remporte l'étape de Font Romeu, sa deuxième sur ce site après sa victoire lors de l'édition précédente,, puis termine huitième à Snowmass après avoir terminé première des qualifications. Présentée comme l'une des favorites pour l'épreuve des Jeux olympiques de 2018 de Pyeongchang, elle est éliminée dès les qualifications, après une chute lors de son deuxième run, sa performance du premier ne lui permettant pas d'intégrer les douze finalistes. Après les Jeux, elle s'impose lors de la course disputée à Silvaplana.

### Championne du monde en Big Air (2019)
Le 2 février 2019, elle empoche son deuxième titre de championne du monde de ski acrobatique, cette fois ci dans l'épreuve du Big Air à Park City aux États-Unis. Elle est à 17 ans la première championne du monde du Big air à ski. Cette discipline, ajoutée au programme des Mondiaux 2019, deviendra olympique lors des Jeux d'hiver 2022 à Pékin.
Lors de la saison 2019-2020, elle se blesse en septembre, ce qui l'empêche de participer aux premières épreuves de Coupe du monde. Pour son retour, en janvier à Font-Romeu, elle s'impose sur la première épreuve de slopestyle, devant les Suissesses Giulia Tanno et Sarah Höfflin. À la fin du mois, elle remporte l'épreuve de big air aux X Games d'Aspen, devant Mathilde Gremaud et Sarah Hoefflin. Lors d'un entraînement lors de l'étape de Coupe du monde à Mammoth Mountain, elle chute avec pour conséquence une lésion du ligament latéral externe du genou droit, ce qui la prive de compétitions jusqu'à la fin de la saison.

### Deux premiers globes de cristal (2021)
Lors de la saison 2020-2021, sur les neuf étapes Big Air + Slopestyle prévues au calendrier de la Coupe du monde, cinq sont annulées dans le contexte de la pandémie de Covid-19. Tess Ledeux s'impose en slopestyle à Stubai en ouverture de la saison, termine 2e en Big Air à Kreischberg lors de l'étape suivante, puis remporte une nouvelle victoire à Aspen en slopestyle le 20 mars. Avant même la finale de la dernière étape à Silvaplana en slopestyle, Tess Ledeux remporte les deux globes de cristal mis en jeu dans ses disciplines : celui du slopestyle, et le classement général  « Park & Pipe ». Pour couronner le tout, le 27 mars, elle s'adjuge sa troisième victoire dans la saison, toujours en slopestyle. « C'est un soulagement. C'est mon premier globe et je courais après depuis quatre ans. Je n'avais jamais réussi à être constante sur toute une saison en ayant des très hauts et des très bas donc c'est une vraie satisfaction. C'était l'objectif de la saison » dit-elle.

### Doublé aux X Games (2022)
Tess Ledeux s'impose dès l'épreuve d'ouverture de la saison 2021-2022, le 22 octobre dans le Big Air de Chur (Suisse). Le 16 janvier, elle remporte sa neuvième victoire en Coupe du monde en dominant largement le slopestyle de Font-Romeu (là où elle avait décroché sa première victoire à l'âge de 15 ans), avec un score particulièrement élevé de 86,46 et une avance de 13 points sur sa plus proche poursuivante. Elle se dirige ensuite vers les X-Games d'Aspen pour concourir dans ses deux disciplines, envisageant cette compétition comme « Un gros entrainement général. C'est la grosse révision pour mettre en place les derniers détails pour les JO ».
À Aspen pour les X Games d'hiver 2022, le 21 janvier, Tess Ledeux remporte la compétition de Big Air pour la troisième fois en réalisant un « double cork 1620° » (quatre tours et demi en l'air, soit quatre fois 360° plus un 180° avec réception en marche arrière) à sa troisième tentative, devenant la première femme à exécuter cette figure en compétition et survole la concurrence avec une note de 49 sur 50 pour une moyenne finale de 94/100. Le lendemain, Elle fait coup double en s'imposant sur le slopestyle, devenant la première femme à gagner les deux épreuves sur une même édition des X Games. Elle compte désormais 5 médailles d'or aux X Games à son palmarès.

### Première médaille aux Jeux olympiques (2022)
Pour la première introduction de l'épreuve du Big air aux Jeux olympiques d'hiver de 2022, Tess Ledeux domine la finale après ses deux premiers runs : un double cork 1620 (la figure qui lui a permis de gagner les X Games quelques semaines plus tôt) sur le premier et un switch 1440 sur le deuxième. Lors du troisième et dernier run, la Chinoise Gu Ailing réussit elle aussi un double cork 1620 et obtient alors une note de 0,75 pt supérieure à Ledeux qui rate son dernier run et termine avec la médaille d'argent.

### 2023
Tess Ledeux commence sa saison 2022-2023 par une victoire en Big Air à Coire. Elle subit cependant à l'entraînement un traumatisme crânien en raison d'une chute et est contrainte d'arrêter sa saison pendant un mois.

### Doublé aux X Games (2024)
Comme en 2022, Tess Ledeux a remporté les épreuves de big air et de slopestyle des X Games d'Aspen. Avec 10 médailles, la Française est désormais la skieuse la plus médaillée des X Games, à égalité avec Kelly Sildaru.
Elle décroche trois succès et cinq podiums au cours de la saison 2023-2024, terminant à la deuxième place du classement général de la Coupe du monde, à la fois en big air et en slopestyle, derrière la Suissesse Mathilde Grémaud.

## Vie privée
Tess Ledeux est la cousine du skieur freestyle français Kevin Rolland.

## Palmarès

### Jeux olympiques
| Épreuve / Édition   |                          |     |
| Big Air             | Slopestyle               |     |
| JO 2018 Pyeongchang | Discipline non olympique | 15e |
| JO 2022 Pékin       | Argent                   | 7e  |

### Championnats du monde
| Épreuve / Édition           |               |         |
| Big Air                     | Slopestyle    |         |
| Mondiaux 2017 Sierra Nevada | Pas d'épreuve | Or      |
| Mondiaux 2019 Park City     | Or            | Annulée |
| Mondiaux 2021 Aspen         | 7e            | 4e      |
| Mondiaux 2023 Bakuriani     | Or            | DNS     |

### Coupe du monde
- 1 gros globe de cristal :
  - Vainqueure du classement Freeski Park & Pipe en 2021.
- 2 petits globe de cristal :
  - Vainqueure du classement Slopestyle en 2021 et 2025.
  - (Vainqueure du classement Big Air en 2022 et 2023 sans petit globe de cristal décerné avec seulement deux épreuves.)
- 25 podiums dont 17 victoires.

#### Différents classements en Coupe du monde
| Année/Classement | Général | Général | Big Air | Big Air | Slopestyle | Slopestyle |
| ---------------- | ------- | ------- | ------- | ------- | ---------- | ---------- |
| Année/Classement | Class.  | Points  | Class.  | Points  | Class.     | Points     |
| 2016-2017        | 30e     | 33,20   | 15e     | 40      | 7e         | 166        |
| 2017-2018        | 28e     | 33,71   | —       | —       | 4e         | 236        |
| 2018-2019        | 51e     | 23,60   | —       | —       | 9e         | 118        |
| 2019-2020        | 68e     | 20      | —       | —       | 12e        | 100        |
| 2020-2021        | 1re     | 380     | 2e      | 80      | 1re        | 300        |
| 2021-2022        | 3e      | 364     | 1re     | 180     | 3e         | 184        |
| 2022-2023        | 11e     | 200     | 1re     | 140     | 12e        | 60         |

#### Détail des podiums
| #  | Date       | Rés. | Lieu            | Discipline |
| -- | ---------- | ---- | --------------- | ---------- |
| 1  | 14.01.2017 | 1re  | Font-Romeu      | Slopestyle |
| 2  | 23.12.2017 | 1re  | Font-Romeu      | Slopestyle |
| 3  | 03.03.2018 | 1re  | Silvaplana      | Slopestyle |
| 4  | 30.03.2019 | 2e   | Silvaplana      | Slopestyle |
| 5  | 11.01.2020 | 1re  | Font-Romeu      | Slopestyle |
| 6  | 21.11.2020 | 1re  | Stubaital       | Slopestyle |
| 7  | 08.01.2021 | 2e   | Kreischberg     | Big Air    |
| 8  | 20.03.2021 | 1re  | Aspen, CO       | Slopestyle |
| 9  | 27.03.2021 | 1re  | Silvaplana      | Slopestyle |
| 10 | 22.10.2021 | 1re  | Chur            | Big Air    |
| 11 | 04.12.2021 | 2e   | Steamboat, CO   | Big Air    |
| 12 | 16.01.2022 | 1re  | Font-Romeu      | Slopestyle |
| 13 | 26.03.2022 | 2e   | Silvaplana      | Slopestyle |
| 14 | 21.10.2022 | 1re  | Chur            | Big Air    |
| 15 | 22.01.2023 | 3e   | Laax            | Slopestyle |
| 16 | 25.03.2023 | 1re  | Silvaplana      | Slopestyle |
| 17 | 19.10.2023 | 2e   | Chur            | Big Air    |
| 18 | 24.11.2023 | 2e   | Stubaital       | Slopestyle |
| 19 | 16.12.2023 | 1re  | Copper Mountain | Big Air    |
| 20 | 16.03.2024 | 1re  | Tignes          | Slopestyle |
| 21 | 24.03.2024 | 1re  | Silvaplana      | Slopestyle |
| 22 | 23.11.2024 | 1re  | Stubaital       | Slopestyle |
| 23 | 01.12.2024 | 1re  | Pékin           | Big Air    |
| 24 | 02.02.2025 | 1re  | Aspen, CO       | Slopestyle |
| 25 | 13.03.2025 | 2e   | Tignes          | Big Air    |

### X Games
| Épreuve/Édition       | Lieu      | Big Air | Slopestyle |
| --------------------- | --------- | ------- | ---------- |
| Winter X Games : 2017 | Aspen, CO | —       | 2e         |
| Winter X Games : 2018 | Aspen, CO | 3e      | 8e         |
| Winter X Games : 2019 | Aspen, CO | 4e      | 7e         |
| Winter X Games : 2020 | Aspen, CO | 1re     | 8e         |
| Winter X Games : 2022 | Aspen, CO | 1re     | 1re        |
| Winter X Games : 2023 | Aspen, CO | 2e      | 6e         |
| Winter X Games : 2024 | Aspen, CO | 1re     | 1re        |

| Épreuve/Édition       | Lieu    | Big Air | Slopestyle |
| --------------------- | ------- | ------- | ---------- |
| X Games Europe : 2017 | Hafjell | —       | 2e         |
| X Games Europe : 2019 | Oslo    | 1re     | —          |

### Autres victoires

#### Championnats de France
| Discipline | Année         | Année         | Année              | Année         | Année         | Année         | Année | Année |
| Discipline | 15            | 16            | 17                 | 18            | 19            | 20            | 21    | 22    |
| ---------- | ------------- | ------------- | ------------------ | ------------- | ------------- | ------------- | ----- | ----- |
| Big Air    | NC            | NC            | NC                 | Médaille d'or | NC            | Médaille d'or |       |       |
| Slopestyle | Médaille d'or | Médaille d'or | Médaille de bronze | Médaille d'or | Médaille d'or | NC            |       |       |

NC : non communiqué

## Distinctions
- 2022 :  Chevalier de l'ordre national du Mérite [27]